# Dominique Pradelle
Pour les articles homonymes, voir Pradelle (homonymie).
Dominique Pradelle (né le 18 mars 1964, à Beauvais) est un philosophe et traducteur français.

## Biographie
Ancien élève de l'École normale supérieure-Ulm, Dominique Pradelle est reçu à l'agrégation en 1987 avant d'obtenir en 1996, à l'Université Paris X Nanterre son doctorat de philosophie pour sa thèse (dirigée par Jean-François Courtine) portant sur les problèmes fondamentaux de la phénoménologie husserlienne de l’espace.
Depuis 2013, il est professeur de philosophie contemporaine à l'Université Paris Sorbonne-Paris IV. Il est spécialisé dans l'étude de la philosophie allemande contemporaine, la métaphysique et la phénoménologie, ainsi que la philosophie des mathématiques.
De 2004 à 2025, il a dirigé la revue Philosophie.

## Ouvrages
- L’archéologie du monde - Constitution de l’espace, idéalisme et intuitionnisme chez Husserl, Phænomenologica no 157, Dordrecht, Kluwer Academic Publishers, 2000.
- Par-delà la révolution copernicienne - Sujet transcendantal et facultés chez Kant et Husserl, PUF, Épiméthée, 2012[2],[3] .
- Généalogie de la raison - Essai sur l'historicité du sujet transcendantal de Kant à Heidegger, PUF, Épiméthée, 2013[4]. (Prix Alfred-Verdaguer 2014 de l'Institut de France)
- Intuition et idéalités. Phénoménologie des objets mathématiques, PUF, Épiméthée, 2020 (Prix Biguet 2021 de l'Académie française ; Prix Cavaillès 2022)[5],[6]
- Être et genèse des idéalités. Un ciel sans éternité, PUF, Épiméthée, 2023.

## Traductions
- Heidegger, Pensées directrices. Sur la genèse de la métaphysique, de la science et de la technique modernes (trad. collective sous la responsabilité de D. Pradelle), Paris, Seuil, 2019.
- Heidegger, Platon : Le Sophiste, sous la responsabilité de J.-F. Courtine, Paris, Gallimard, 2001.
- Husserl, La Terre ne se meut pas, traduction du manuscrit D 18, « Notes pour la constitution de l’espace », autres textes traduits par D. Franck et J.-F. Lavigne, Paris, Minuit, 1989.

## Directions d'ouvrage
- avec François Calori et Michaël Foessel, De la sensibilité : les esthétiques de Kant, Rennes, Presses universitaires de Rennes, 2014.
- avec Camille Riquier (dir.), Descartes et la phénoménologie, Paris, Hermann, 2018.
- avec Julien Farges (dir.), Husserl - La phénoménologie et les fondements des sciences, Paris, Hermann, 2019[7].